# سليمان العبيد
سليمان أحمد زايد العبيد (24 مارس 1984–6 أغسطس 2025) لاعب كرة قدم فلسطيني.

## نشاطه
بدأ مسيرته باللعب في مركز الوسط الهجومي نادي خدمات الشاطئ في دوري قطاع غزة الفلسطيني. كما لعب مع نادي الأمعري في دوري الضفة الغربية الممتاز.
شارك مع منتخب فلسطين لكرة القدم ضد اليمن خلال بطولة اتحاد غرب آسيا لكرة القدم 2010، كما مثل المنتخب خلال تصفيات كأس التحدي الآسيوي 2012 وتصفيات كأس العالم 2014.

### أهدافه الدولية
| #  | تاريخ          | مكان                 | خصم       | نتيجة | حصيلة | منافسة                    |
| -- | -------------- | -------------------- | --------- | ----- | ----- | ------------------------- |
| 1. | 27 سبتمبر 2010 | عمان، الأردن         | اليمن     | 1–2   | 1–3   | بطولة اتحاد غرب آسيا 2010 |
| 2. | 22 أغسطس 2011  | سوراكارتا، إندونيسيا | إندونيسيا | 1–0   | 1–4   | مباراة ودية               |

## استشهاده
أعلنت وزارة الصحة في غزة عن استشهاده في 6 أغسطس 2025 إثر تعرضه لإطلاق نار أثناء انتظاره الحصول على مساعدات من مؤسسة غزة الإنسانية جنوب قطاع غزة وذلك خلال حرب الإبادة الإسرائيلية ضد الشعب الفلسطيني. 

## الحياة الشخصية
متزوج وهو أب لخمسة (ولدين و3 بنات). له ألقاب عديدة أبرزها: الغزال، الجوهرة السمراء، هنري فلسطين، بيليه الكرة الفلسطينية.

## روابط خارجية
- سليمان العبيد على موقع قاعدة بيانات كرة القدم.إي يو (الإنجليزية)
- سليمان العبيد على موقع ناشيونال فوتبول تيمز (الإنجليزية)